# Thiosulfaat

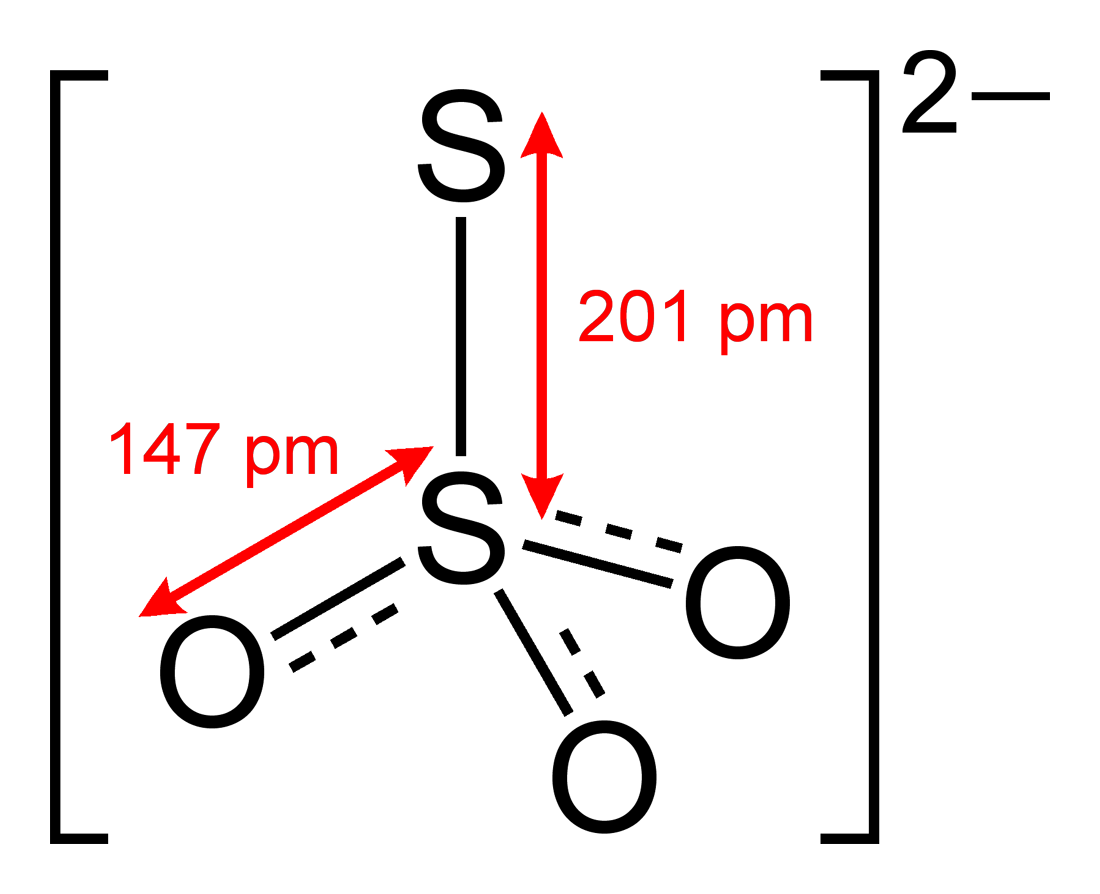
Algemene structuurformule van het thiosulfaat-ion.

Thiosulfaten zijn zouten van thiozwavelzuur en vormen een klasse van ionaire zwavelverbindingen. Ze bestaan uit een verbinding tussen twee zwavelatomen, met 3 zuurstofatomen gebonden aan een van deze twee zwavelatomen. Het bezit een tweewaardig negatieve lading. De brutoformule is S2O32−. Thiosulfaten kunnen beschouwd worden als afgeleiden van thiozwavelzuur. Gemiddeld draagt zwavel de oxidatietoestand +II in het thiosulfaat-ion.

## Eigenschappen
Thiosulfaten zijn enkel stabiel in neutrale of basische oplossingen. In zuur milieu ontleden ze in zwaveldioxide, zwavel en water:
{\displaystyle \mathrm {S_{2}O_{3}^{2-}+2\ H^{+}\ \longrightarrow SO_{2}+H_{2}O+S\downarrow } }
Deze reactie kan gebruikt worden om in het laboratorium in situ zwavel te genereren.  Daarnaast geeft deze reactie ook meteen aan dat thiozwavelzuur slechts een hypothetische verbinding is.

## Toepassingen
Zouten van het thiosulfaat-ion, zoals natriumthiosulfaat, worden veelvuldig gebruikt in het laboratorium en in verschillende praktische toepassingen. Natriumthiosulfaat wordt gebruikt in de fotografie voor het fixeren. Hierbij wordt het onbelichte zilverbromide op het lichtgevoelige materiaal opgelost door complexatie met het thiosulfaat-ion:
{\displaystyle \mathrm {Na_{2}S_{2}O_{3}+AgBr\ \longrightarrow Na[Ag(S_{2}O_{3})]+NaBr} }
{\displaystyle \mathrm {2\ Na_{2}S_{2}O_{3}+AgBr\ \longrightarrow Na_{3}[Ag(S_{2}O_{3})_{2}]+NaBr} }
Verder worden in de analytische chemie thiosulfaten gebruikt bij jodometrie: het thiosulfaat-ion wordt geoxideerd tot het tetrathionaat-ion en di-jood (onder de vorm van het oplosbare tri-jodide) wordt gereduceerd tot jodide.
De aanwezigheid van thiosulfaat in een oplossing kan worden aangetoond door een overmaat zilvernitraat-oplossing toe te voegen. Zilverthiosulfaat slaat hierbij neer:
{\displaystyle \mathrm {S_{2}O_{3}^{2-}+2\ Ag^{+}\ \longrightarrow Ag_{2}S_{2}O_{3}\downarrow } }
Dit zilverthiosulfaat is echter onstabiel in waterige oplossing en disproportioneert met vorming van zilversulfide en zwavelzuur:
{\displaystyle \mathrm {Ag_{2}S_{2}O_{3}+H_{2}O\ \longrightarrow Ag_{2}S+H_{2}SO_{4}} }